# Dom van Ratzeburg

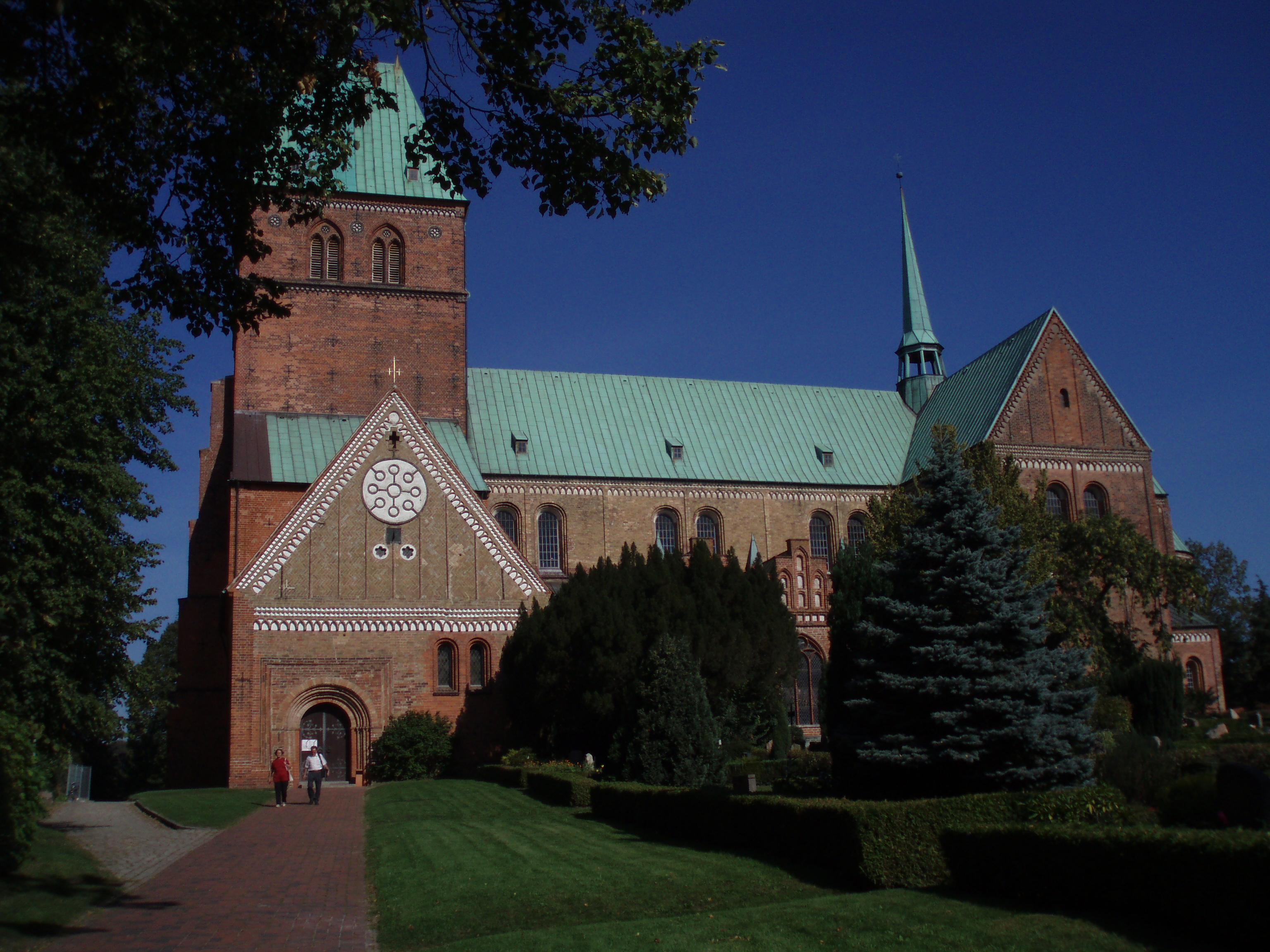
Dom van Ratzeburg

De Dom van Ratzeburg is een lutherse kerk in Ratzeburg (noorden van Duitsland). Ze is een van de best bewaarde romaanse kerken van die streek. 
Er is geen volledige zekerheid over wanneer men is gestart met de bouw van de kerk. De meeste gegevens vertellen ons dat de bouw startte in de tiende of elfde eeuw. De kerk was af rond het jaar 1210.
De kerk dankt zijn speciale uiterlijk aan het gebrek van natuursteen in die streek. De kerk werd opgebouwd uit baksteen. Er was in deze regio ook een groei in de baksteenbouw mede door het gebrek aan natuursteen. Door dit gebruik zijn er heel wat kleurcontrasten in de gevel te bespeuren.
De Ratzeburger Dom is ook de zetel van het Ratzeburger koor en orkest (Domchor en Domfinken) dat onder leiding van Domkantor, tevens organist van de Dom, Christian Skobowsky het hele jaar door religieuze concerten verzorgt, zoals grote werken van Johann Sebastian Bach.